# 全珉柱
全珉柱（：／ Jeon Minju；1994年9月8日—），出生于韩国首尔特别市，曾為韓國Music K娛樂旗下組合THE ARK、HYWY娛樂旗下組合DAYDAY以及Maroo企劃旗下組合KHAN成員。於2015年4月12日，在SBS《人氣歌謠》正式出道。

## 個人生活
全珉柱於1994年9月8日在韓國首爾特別市出生。有一位年長一歲的哥哥。2013年，畢業於首爾翰林藝術高中實用舞蹈科，與South Club成员南太铉为同期好友。
由於是家中的老么，因此日常充滿了撒嬌。舞台上非常的帥氣，舞台下是個撒嬌狂人，為她的反轉魅力。

## 經歷

### 正式出道前
- 小學5年級時，第一次參加Keep dancing，在成人選手中得到第一名冠軍。於B-BOY挑戰比賽獲得第二名，也參與過許多國內外的舞蹈比賽，獲得許多獎項和經驗。當時就有「POPPIN GIRL」、「LOCKING GIRL」、「小寶兒」的稱號。

- 2008年，14歲的全珉柱於公司XING Entertainment，與朴書真、金媛喜、朴秀智以4人女組合Pink Heart出道，暱稱為Choco，並推出單曲《Shubie》（页面存档备份，存于）。參與過許多XING組合的MV。當時並不被公司重視，在官方資訊中，只介紹了朴書真，金媛喜，而當時外貌較不出眾的全珉柱和朴秀智並未釋出資訊，在採訪以及釋出的形象影片中，兩人都以不起眼的形象出現。由於平均年齡太小，大眾不太看好這樣的年齡以女團方式出道，不久後解散。

- 珉柱於《K-pop Star 2》透露，「曾以女團出道過，但當時被當作透明人般的對待。」

- 2012年以组合YouU成員身份參與SBS《Kpop Star》第二季，並擔任隊長的職位，亞洲之星寶兒親自評價珉柱，邊唱邊跳，聲音卻沒有抖，很厲害。在節目中以精湛的舞步、氣息穩定的情況獲得矚目，並證實「小寶兒」的稱號。最後以Top 8的身分在節目結束後與Keyeast娛樂簽約。

- 2014年7月15日，與Euna Kim合作推出數位單位《Good Bye Rain（页面存档备份，存于）》（Feat. HyunKyu Of Bromance）。7月18日，Music K娛樂釋出组合概念照[1]，宣布將於2015年上半年以五人组合THE ARK出道。

### THE ARK出道
- 全珉柱於THE ARK擔任隊長、領舞、領唱。常常被說長的和COCOMONG很像，本人也非常認同，因此有「可可蒙」的綽號。平時很照顧團員，並教導團員跳舞。

- 2015年3月25日，Music K娛樂公開珉柱的概念照拍攝花絮及個人簡介[2]。4月12日，與成員Yuna Kim、有珍、漢拏、JANE在SBS《人氣歌謠》正式出道。

- 2015年4月10日，官方釋出首張數位單曲《The Light》音源及MV。

- 2016年7月13日，所属公司宣布全珉柱與Yuna Kim退出THE ARK[3]，不久後全體解散。

- 珉柱於《K-pop Star 6》透露，當時公司狀況變得不好，而導致解散。

### 再次參與選秀
- 2016年11月20日，以全新姿態參與《Kpop Star》第六季。由於THE ARK的解散，造成了心理傷害，為了振作起來，而決心參與《K-pop Star 6》 the last chance。

- 因為沒有所屬公司，平時只能在家裡練習，並拜託以前的老師們借只有在空著時才能借用的練習室。但唱歌和跳舞依然變的生疏，第一回合差點被淘汰，被評4年間沒有進步、忽略身材管理，等等的差評。梁鉉錫使用外卡給珉柱第二次機會晉級第二回合。珉柱在10天內體重減了4.5公斤，並在第二回合中，讓評審們驚嘆，評價恢復的速度很快，彷彿看到10天的奇蹟，感受到珉柱對舞台的真摯。

「想到要重新回到起點，且正好身體變得不好，解散後變得沒有激情......但因為享受唱歌跳舞，就算想放棄也做不到，因為我只有做這個才會幸福。」
- 選秀期間，珉柱以出道歌手的經驗，幫助許多同組的後輩，金昭喜、Kriesha Chu訓練，並拿到好的舞台評價。

- 柳熙烈評：「珉柱是隊伍的中心，是在一起的時候，發揮協同效果的成員，有能讓身邊的朋友來勁的一面。如果和珉柱一起參與了某個舞台，舞台就會變得很專業、變得從容。」

- 2017年4月2日，打破自身紀錄，在《K-pop Star 6》中獲得Top 4名次。

### DAYDAY出道（取消）
- 2017年4月14日，與HYWY娛樂簽約。4月26日，HYWY娛樂表示全珉柱為新五人女子組合“DAYDAY”其中一員，並計畫將在7月出道[4][5]。4月29日，首次為電視劇SBS《姐姐風采依舊》演唱OST《Love Holic》[6]。10月21日，HYWY宣布因公司的各種情況及與成員的意見差異，DAYDAY將不會出道。並於10月23日刪除官方SNS及關閉官咖[7]。

- 2017年11月出演《품위있는 여군의 삽질로맨스》（中文暫譯《有品位女兵的施工浪漫史》）網路劇，飾演최서현（崔書賢）。

### KHAN出道
- 2018年3月26日，據媒體報導，將和Euna Kim組成分隊，並獲得公司證實正在討論相關細節[8]。

- 2018年4月12日，Maroo企劃表示全珉柱與Euna Kim組成了雙人組合KHAN，5月中旬出道為目標進行相關準備工作[9]。據Euna說明，珉柱並沒有和Maroo簽約，僅活動管理，目前沒有簽署公司。

「雖然是第一次說這種話，我也有想過想要放棄，不想再繼續下去了的想法，雖然非常迂迴曲折，現在因為可以再次和Euna一起手牽手重新開始而提起了勇氣，想要通過這個機會，以後把KHAN這個名字，還有珉柱的身分，想要成為一直陪在各位身邊的珉柱，我也不會氣餒，從現在開始，還有不會讓以後支持我的人灰心的。」　——（珉柱給粉絲的信）

- 2018年4月12日，開始陸續發布許多COVER影片，至今已有16部COVER曲的影片（更新至2018年12月20日）。

- 2018年5月23日，發布《I'm Your Girl?》MV，並同時舉行Showcase正式出道。記者採訪時提問到過去THE ARK時期的事，Euna和珉柱忍不住在記者們面前流淚。

- 2018年5月27日，KHAN參與《柳熙烈的寫生簿》的節目中，全珉柱提到很想見柳熙烈，並說到在去年《K-pop Star 6》中，他是唯一沒有給她傷害，並且給了她希望的人。

- 2018年7月8日，Euna一人參與《蒙面歌王》，珉柱擔心Euna一人而偷偷跟去，想給她一個驚喜。於一次粉絲見面會中，傷心的提到：「看到Euna一個人孤單地在這個節目裡，我感到很抱歉」、「我知道獨自承擔的感受非常艱苦。」

- 2019年1月26日，參與Vocal Play節目。

- 2019年2月28日，到慶熙大學入學典禮祝賀舞臺。

- 官方停止更新Twitter、Instagram、官咖。

- 2019年7月15日，根據消息，全珉柱與其他演員正在濟州島拍攝網劇。劇名為《나는 바람》（中文暫譯《我是風》），內容以雙人自行車為主題。

- 2019年8月31日，擔任《Keep dancing 15th》kids all style，舞蹈比賽的特別評審。

## 音樂作品

### 數位單曲
| 年份   | 歌曲發佈日期 | 專輯名稱           | 歌曲名稱            | 合作藝人                      |
| 2014年 | 7月15日      | 《Good Bye Rain》  | Good bye Rain(비별) | Euna Kim、HyunKyu（Bromance） |
| 2018年 | 5月23日      | 《I'm Your Girl?》 | I'm Your Girl?      | Euna Kim                      |

### OST
| 年份   | 歌曲發佈日期 | 專輯名稱               | 歌曲名稱                   | 官方影片                                         |
| 2017年 | 4月26日      | SBS《姐姐風采依舊》OST | 《Love Holic（러브홀릭）》 | 《Love Holic》making film （页面存档备份，存于） |

## 影視作品

### 個人參演音樂錄影帶
- 依官方YOUTUBE上傳時間排序。

| 年份   | 發佈日期 | 歌曲名稱       | 演唱者                                      | 官方影片                                          |
| 2014年 | 7月15日  | Goodbye Rain   | Jeon Minju x Yuna Kim x HyunKyu（Bromance） | 《Good bye Rain(비별) 》 MV（页面存档备份，存于） |
| 2018年 | 5月23日  | I'm Your Girl? | Jeon Minju x Yuna Kim                       | 《I'm Your Girl?（页面存档备份，存于）》MV        |

### 出演的戲劇
| 年份 | 劇名                       | 角色   |
| 2018 | 《有品味女兵的施工浪漫史》 | 崔書賢 |
| 2019 | 《我是風》                 |        |

## 綜藝作品

### 固定出演
| 放送日期                     | 電視台 | 節目名稱         | 備註                        |
| 2012年11月18日至2013年3月3日 | SBS    | 《K-pop Star 2》 | TOP8 以“YouU”组合参赛       |
| 2016年11月20日至2017年4月2日 | SBS    | 《K-pop Star 6》 | TOP4 以“MINARI”限定组合参赛 |

## 參與資料
1. ↑  .   [2017-04-17]. （原始内容存档于2017-04-20）.
2. ↑  .   [2017-04-17]. （原始内容存档于2021-02-14）.
3. ↑  .   [2017-04-17]. （原始内容存档于2017-05-11）.
4. ↑  .   [2017-05-08]. （原始内容存档于2017-07-04）.
5. ↑  .   [2017-05-08]. （原始内容存档于2018-01-06）.
6. ↑  .   [2017-05-08]. （原始内容存档于2018-01-06）.
7. ↑  . 全星网. 2017-10-21  [2017-10-21]. （原始内容存档于2017-10-21） （韩语）.
8. ↑  .   [2018-03-29]. （原始内容存档于2018-03-29）.
9. ↑  .   [2018-04-13]. （原始内容存档于2018-04-14）.

## 外部連結
- 全珉柱的Instagram帳戶